# Папа Евгеније III
Папа Еуген III (лат. Eugenius III; преминуо 8. јула 1153. године), рођен као Бернардо да Пиза, био је на челу Католичке цркве од 15. фебруара 1145. године све до смрти 1153. године. Он је био први цистерцит који је постао папа.

## Детињство и младост
Бернардо је рођен у Пизи, али мало тога се зна о његовом пореклу и породици, осим да је био син неког Годија. Од 16. века помиње се као члан породице Паганели ди Монтемањо, који је припадао пизанског аристократији, али то није доказано и противречи ранијим исказима који сугеришу да је био човек прилично скромног порекла. Године 1106. је био канон катедрале у Пизи, а 1115. године постаје ипођакон. Од 1133-1138. године вршио је дужност vicedominus архиепископије у Пизи. У периоду од маја 1134. године до фебруара 1137. године је био рукоположен у свештеника од стране папе Иноћентија II, који је у то време живео у Пизи. Под утицајем Бернарда од Клервоа ступа у цистерцитски ред у манастиру Клервоа 1138. године. Након годину дана враћа се у Италију као вођа цистерцитске заједнице у Скандриљи. У јесен 1140. године, папа Иноћентије II именује га игуманом манастира Свети Анастасији од Три Фонтане у близини Рима. Неке хронике указују да је примљен у кардиналски колегијум, али ови искази вероватно су резултат конфузије јер се Бернардо нигде потрврђено не наводи као кардинал и из писма Бернарда од Клервоа упућено кардиналима убрзо након његовог избора јасно произилази да он није био кардинал.

## Избор за папу
Бернардо је изабран папу фебруара 1145. године при чему је узео име Евгеније III. Он дугује свој избор делом због чињенице да нико није био жељан да прихвати ову дужности јер су оне у то време биле веома тешке и опасне, али углавном јер је био пријатељ и ученик Бернарда од Клервоа, најутицајнијег црквењака Западне цркве и јак бранилац папине овоземаљске власти. Избор, међутим, није имао Бернардово одобрење, који се противио избору због „невиности и једноставности“ Евгенија III. Пошто је избор завршен, он је искористио квалитете Евгенија III на које је дао примедбе, како би практично владао у његово име.

## Понтификат
Током готово целог понтификата, Евгеније III није могао да борави у Риму. Убрзо пошто је напустио град како би био освешен у манастиру Фарфа (око 40 км северно од Рима), када су грађани, под утицајем Арнолда од Бреше, великог противниа папине овоземаљске власти, успоставили стари римски устав, враћајући римску комуну и бирајући Ђордана Пјерлеонија за патриција. Евгеније III апелује за помоћ Тиволију, другим градовима потчињеним Риму, и краљу Руђеру II Сицилијанском (који шаље свог генерала Роберта од Селбија), и уз њихову помоћ успева да успостави услове са римским грађанима, који су му омогућили да једно време одржи привид ауторитета у свом граду. Али, како он није пристао на подмукли уговор против Тиволија, бива приморан да напусти град у марту 1146. године. Остао је неко време у Витербу, а затим у Сијени, али је на крају одлази у Француску.
На саслушању због пада Едесе Турцима, он је, у децембру 1145. године, објавио булу Quantum praedecessores упућену Лују VII, позивајући га да учествује у другом крсташком походу. На великој скупштини одржаној у Шпајеру 1146. године, немачки краљ Конрад III и многи његови племићи су такође подстицани да се посвете крсташком походу под утицајем Бернардове елоквентности.
Евгеније одржава саборе по северној Европи у Паризу, Ремсу, и Триру 1147. године и 1149. године који су посвећени реформи клерикалног живота. Он такође разматра и одобрава радове Хилдегарде Бингенске. Евгеније III се враћа у Италију где успоставља резиденцију у Витербу 1149. године. Бежи у тврђаву кнеза Птоломеја у Тускул 8. априла и остаје тамо, где упознаје крсташа у повратку краља Луја VII и његову супругу Елеонору од Аквитаније. Остаје тамо до 7. новембра. Уз помоћ краља Сицилије 1150. године, он је поново био у стању да уђе у Рим, али суревњивост републиканаца ускоро га приморава да се повуче.
Цар Фридрих Барбароса обећава помоћ против његових револтираних поданика, али смрт Евгенија III у Тиволи, 8. јула 1153. године, спречава испуњење уговора. Иако су грађани Рима били подозриви према Евгенију III који је имао намеру да потврди своју земаљску власт, они су увек били спремни да га признају као свог духовног господара. Осим тога, они су дубоко ценили његов лични карактер. Према томе он је сахрањен у Ватикану са свим почастима, а његов гроб убрзо стиче изузетну славу због чудотворних излечења.